# Leucogephyra
Leucogephyra és un gènere monotípic d'arnes de la família Crambidae descrit per William Warren el 1896. Conté només una espècie, Leucogephyra semifascialis, descrita pel mateix autor el mateix any, que es troba a Assam, Índia.